# Crazy Beautiful You
Crazy Beautiful You é um filme filipino do gênero romântica e comédia dramática, dirigida por Mae Cruz-Alviar. Estrelada por Kathryn Bernardo e Daniel Padilla, foi produzido e distribuído pela Star Cinema.

## Elenco

### Elenco principal
- Kathryn Bernardo como Jacqueline "Jackie" Serrano
- Daniel Padilla como Kiko Alcantara
- Lorna Tolentino como Leah Serrano
- Gabby Concepcion como Ito Alcantara
- Iñigo Pascual como Marcus Alcantara

### Elenco de apoio
- Dante Ponce como Arthur Serrano
- Cacai Bautista como Madame Tweety
- Bryan Santos as John
- Hyubs Azarcon como Dave
- Kiray como Kim
- Neil Coleta
- Menggie Cobarrubias
- JM Ibañez como Tintoy
- Andrea Brillantes como Nene
- Inah Estrada
- Loisa Andalio como Mia
- Chienna Filomeno
- Tippy Dos Santos como Margaret